# 補欠ヒーローMEGA3
『補欠ヒーローMEGA3』（ほけつヒーローメガスリー）は、NHKワンセグ2及びEテレ「青山ワンセグ開発」で放送された5分間のミニ特撮番組である。制作はロボットが担当した。ワンセグ2では2014年5月15日毎週木曜の7時55分からと24時45分から、Eテレでは毎週木曜深夜24時45分より放送された。2015年1月27日から再放送を開始した。

## 概要
2013年、「青山ワンセグ開発」バトル3で最多票を得て、続編を作る権利を得た。人形の背景の一部は、視聴者から旅行の写真などを募って制作された。

## あらすじ
未熟ゆえに直接現場で戦うことは出来ず、一流ヒーローたちが世界で戦った後始末や片付けをしたり、忘れ物を届けるなど、ヒーローをサポートする補欠ヒーロー3人組の物語。補欠とは言え、彼らも一応ヒーローであり、早く昇格する日を夢見ながら、二流三流の悪党を倒す任務を任される。

## キャスト

### 主要キャスト
MEGA3（メガスリー）
ジェット
声 - 斎藤工
通称“弾丸ジェット”。背中のマッハ・バーナーを噴射させることで10秒間だけ空を飛ぶことが出来るが、方向のコントロールは出来ない。
メアリー
声 - 田代さやか
通称“サイキック・メアリー”。30cm以内で瞳を見ると、相手を動けなくさせることが出来る。第7話で一流ヒーローに昇格し、MEGA3を抜ける。
フジヤマ
声 - 諏訪雅
通称“気分だけのフジヤマ”。褐色の肌の武道の達人。「侍ベルト」にモード名を書いた紙を差し込むことで、4つの武道モード（忍者・剣道・柔道・空手）に変身できる。見た目が変わるだけだが、やる気が出る。一人称は拙者、語尾に「〜でござる」を付ける。動物や宇宙人の言葉が分かる才能がある。第8話で20歳の誕生日を迎える。
チャオ・シャン〈第8話 - 〉
MEGA3の新メンバー。比類なき怪力の持ち主だが、そのパワーを維持するために常に何かを食べている。
ダグラス
声 - 中川晴樹
メガスリーの司令官。

### ゲスト
ボムマン〈第1話〉
仕掛ける爆弾はいつも不発の三流の悪党。
アナ王女〈第2話〉
某国の王女。新聞記者に恋をするも失恋し、逃亡する。
クラーク・ペック〈第2話〉
王女が恋をした新聞記者。正体は、胸にSマークがついたヒーロー。
石ノ森さん / 円谷さん / 手塚さん / ゆでさん〈第3話〉
墜落する隕石を止めるために牛久に集まった日本のヒーローたち。荷が重いからと帰ってしまう者や、3分で時間切れになってしまう者など、結局任務を遂行出来ず、メガスリーにリーサルウェポンの使用許可が下りた。
ボンド〈第4話〉
諜報員。仕事帰りの列車内で乗っ取り事件に遭遇するも、対応をジェットに丸投げし、手柄を横取りする。
謎の男〈第4話〉
列車の運転席の鍵を奪い、ジェットと戦う。
鉄道員〈第4話〉
落下してきた謎の男を受け止めようとしたが、不器用なため失敗する。
アーノルド大統領〈第5話〉
アメリカ大統領。実は元ヒーロー。
シルベスター副大統領〈第5話〉
アメリカ副大統領。暗殺の黒幕だったが、思い直し、ボクシングでスナイパーに対抗する。同じく元ヒーロー。
ジャック〈第5話〉
大統領の警護。
A級のスナイパー〈第5話〉
大統領の命を狙うスナイパー。白いスーツを着ている。ターミネートイレイザーとエクスペンダブルズミストで倒される。
エリオット〈第6話・第10話〉
ケニアに墜落したUFOに乗っていた宇宙人。研究のために捕獲されそうになったが、名付け親でもあるフジヤマにより助けられる。第10話で巨大化して仲間と地球侵略を目論む。
マッケンジー長官〈第7話〉
ダグラスの上司。
ブルーアロー・ケン〈第8話・第10話〉
一流に昇格したメアリーの相棒。
貞子〈第8話〉
魔宮に出た幽霊の1人。
カオス・ベイダー〈第9話〉
ジェットのマッハバーナーの作成者。正体はジェットの元親友・マイケルだが、ジェットを逆恨みしダークサイドに堕ちた。温暖化を促進するネツスターを作る。

## 放送リスト
| 話数       | サブタイトル             | メガスリーの仕事                                                                                   | ミッション                                        | 舞台                                                                             |
| ---------- | ------------------------ | -------------------------------------------------------------------------------------------------- | ------------------------------------------------- | -------------------------------------------------------------------------------- |
| EPISODE 1  | 哀愁の爆弾男を捕まえろ   | 町に張られた蜘蛛男の糸の後始末                                                                     | 爆弾男ボムマンを捕まえろ！                        | ニューヨーク （メトロポリタン美術館、セントラルパーク）                          |
| EPISODE 2  | ヒーローと王女の恋       | 変身したスーパーな男が脱ぎ残したスーツの回収                                                       | 乱心の王女を確保せよ！                            | ローマ （真実の口、トレビの泉） （コロッセオ、スペイン広場）                     |
| EPISODE 3  | 隕石から地球を救え！     | 円谷さんが倒した怪獣の後片付け                                                                     | 隕石の後片付けをせよ！ 追加MISSION 隕石を止めろ！ | 東京、牛久（牛久大仏）                                                           |
| EPISODE 4  | 暴走超特急を止めろ！     | 諜報活動を終えたボンドの荷物持ち                                                                   | 暴走列車を止めろ！                                | フランクフルト（フランクフルト中央駅） ヨーロッパ高速鉄道 ロンドン（ロンドン橋） |
| EPISODE 5  | ワールドカップ危機一髪   | 街中のゴミ箱を持つ係                                                                               | スナイパーを捕まえろ！                            | リオデジャネイロ （マラカナンスタジアム）                                        |
| EPISODE 6  | 調査せよ！UFO墜落        | | 未確認飛行物体を調査せよ！                        | ケニア（カカメガの森）                                                           |
| EPISODE 7  | 潜入！悪の犯罪組織       | イタリアのマフィア（ジェット）、メキシコの麻薬密売組織（メアリー）、日本のヤクザ（フジヤマ）に潜入 | 犯罪組織の会合に潜入                              | 香港                                                                             |
| EPISODE 8  | 魔宮のアドベンチャー     | | 行方不明の冒険家を探し出せ！                      | カンボジアの遺跡                                                                 |
| EPISODE 9  | ストップ！地球温暖化     | 地球温暖化の原因調査を終えた一流ヒーローの仕事の後片付け                                           | 南極で片付けをせよ！                              | 南極                                                                             |
| EPISODE 10 | 世界を救え！補欠ヒーロー | | 逃げて、生きろ！                                  |                                                                                  |

## スタッフ
- 演出・脚本・美術・編集 - 飯塚貴士
- 声の出演 - タッタタ探検組合
- 脚本 - 岡田茂
- 撮影 - 山口淳太
- 美術協力 - J-FACTORY、マーブリングファインアーツ
- 音楽 - Dr.Usui
- 撮影協力 - ワッヘンフィルムスタジオ、牛久フィルムコミッション
- プロデューサー - 真壁幸紀
- 制作統括 - 下田大樹、鈴木丈亮
- 制作・著作 - NHK、ROBOT